# Bessenbach
Bessenbach là một đô thị thuộc huyện Aschaffenburg bang Bayern nước Đức

## Thành phố kết nghĩa
- Dury, Somme, Pháp
- Saint-Fuscien, Somme, Pháp
- Sains-en-Amiénois, Somme, Pháp